# 立川らく兵
立川 らく兵（たてかわ らくへい、1977年5月8日 - ）は、落語家。落語立川流所属の真打。本名：中間 剛。出囃子は『防空音頭』。

## 来歴
宮崎県宮崎市出身。小学生時代には、ソフトボール部に。中学生時代には野球部、高校(宮崎県立宮崎南高等学校)時代はサッカー部に所属した。2006年8月、立川志らくに入門。容姿が戦争中の旧日本兵に似ているという理由で、志らくより らく兵と名付けられた。2012年4月、二つ目に昇進。2014年1月、飲酒を原因としたしくじりで、志らくに破門される。
2015年2月、志らくに許され一門に復帰したものの、その後、再びしくじりによって亭号を剥奪され、以後、らく兵として活動。
2019年5月、師匠の志らくが主宰する劇団の稽古に一門の弟子たちが一度も見学に来なかったことから「弟子が師匠に対して興味がないのなら弟子である必要はありません」との理由で、志らく門下の二つ目7人全員が前座に降格となった。ただし、いずれも期限を決めた上での前座再修行としている。その後、同年7月1日付で二つ目に復帰した。
2021年より再び亭号を名乗る。
2023年9月、真打トライアルにて真打昇進が決定した。
2024年5月1日、真打に昇進した。5月10日、渋谷伝承ホールでの立川流一門会（主催：国立演芸場）で真打昇進披露興行を行う。口上に並んだのはらく兵・志らく・土橋亭里う馬・立川談四楼・立川ぜん馬・立川小春志（司会）。7月27日に上野精養軒で真打昇進披露宴が行われた。

## 人物
アマチュア落語時代は、「ケビンス亭ペイシー」の名で活動していた。
イングリッド・バーグマンのファン。
響の長友光弘と一時漫才コンビを組んでいたことがある。高校時代の友人に地元宮崎でバーをやっている友人がいる。
真打昇進披露宴で乾杯の音頭をとったのは、酒でしくじりをして破門を言い渡された時に、破門を考え直すように志らくに嘆願書を書いた、らく兵を中心に病院寄席を主催する医療機関の関係者。当時の嘆願書を再度読み上げてから乾杯となった。